# Чемпіонат світу з хокею на траві серед жінок
Чемпіонат світу з хокею на траві — міжнародний турнір з  хокею на траві, який проводиться серед жіночих національних збірних з інтервалом раз на 4 роки. Перший чемпіонат світу був проведений у 1974 році в Франції, першим чемпіоном світу стала збірна Голландії.
Чемпіонат світу серед чоловіків почав розігруватися з 1971 року.

## Переможці та призери
| 1974 Деталі | Франція Мандельє       | Нідерланди | 1—0 Овертайм       | Аргентина  | Німеччина      |     | Індія         |
| 1976 Деталі | Німеччина Берлін       | Німеччина  | 2—0                | Аргентина  | Нідерланди     | 1—0 | Бельгія       |
| 1978 Деталі | Іспанія Мадрид         | Нідерланди | 1—0                | Німеччина  | Бельгія        |     | Аргентина     |
| 1981 Деталі | Аргентина Буенос-Айрес | Німеччина  | 1—1 (3—1) Пенальті | Нідерланди | СРСР           | 5:1 | Австралія     |
| 1983 Деталі | Малайзія Куала-Лумпур  | Нідерланди | 4—2                | Канада     | Австралія      |     | Німеччина     |
| 1986 Деталі | Нідерланди Амстелвен   | Нідерланди | 3—0                | Німеччина  | Канада         | 3—2 | Нова Зеландія |
| 1990 Деталі | Австралія Сідней       | Нідерланди | 3—1                | Австралія  | Південна Корея |     | Англія        |
| 1994 Деталі | Ірландія Дублін        | Австралія  | 2—0                | Аргентина  | США            | 2—1 | Німеччина     |
| 1998 Деталі | Нідерланди Утрехт      | Австралія  | 3—2                | Нідерланди | Німеччина      | 3—2 | Аргентина     |
| 2002 Деталі | Австралія Перт         | Аргентина  | 1—1 (4—3) Пенальті | Нідерланди | Китай          | 2—0 | Австралія     |
| 2006 Деталі | Іспанія Мадрид         | Нідерланди | 3—1                | Австралія  | Аргентина      | 5—0 | Іспанія       |
| 2010 Деталі | Аргентина Росаріо      | Аргентина  | 3—1                | Нідерланди | Англія         | 2—0 | Німеччина     |
| 2014 Деталі | Нідерланди Гаага       | Нідерланди | 2—0                | Австралія  | Аргентина      | 2—1 | США           |
| 2018 Деталі | Англія Лондон          | Нідерланди | 6—0                | Ірландія   | Іспанія        | 3—1 | Австралія     |
| 2022 Деталі |                        |            |                    |            |                |     |               |